# 京橋站 (東京都)
京橋站（日语：／ Kyōbashi eki */?）是位於日本東京都中央區京橋，屬於東京地下鐵銀座線的鐵路車站。車站編號是G 10。本站設有副站名「明治屋前」，車內的到站前廣播為「下一站是京橋、明治屋前」（次は京橋・明治屋前）。

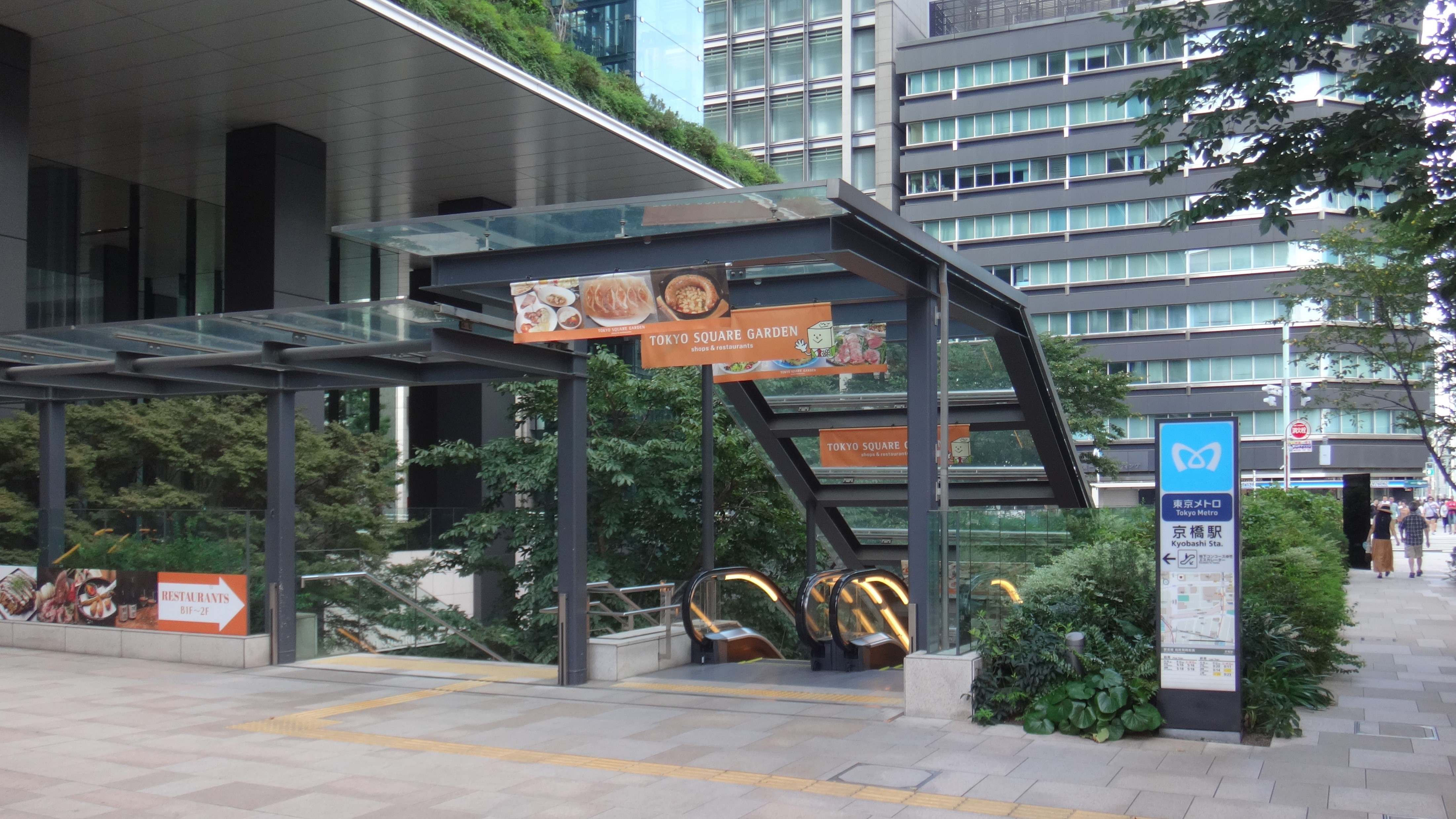
3號出入口（2017年8月）

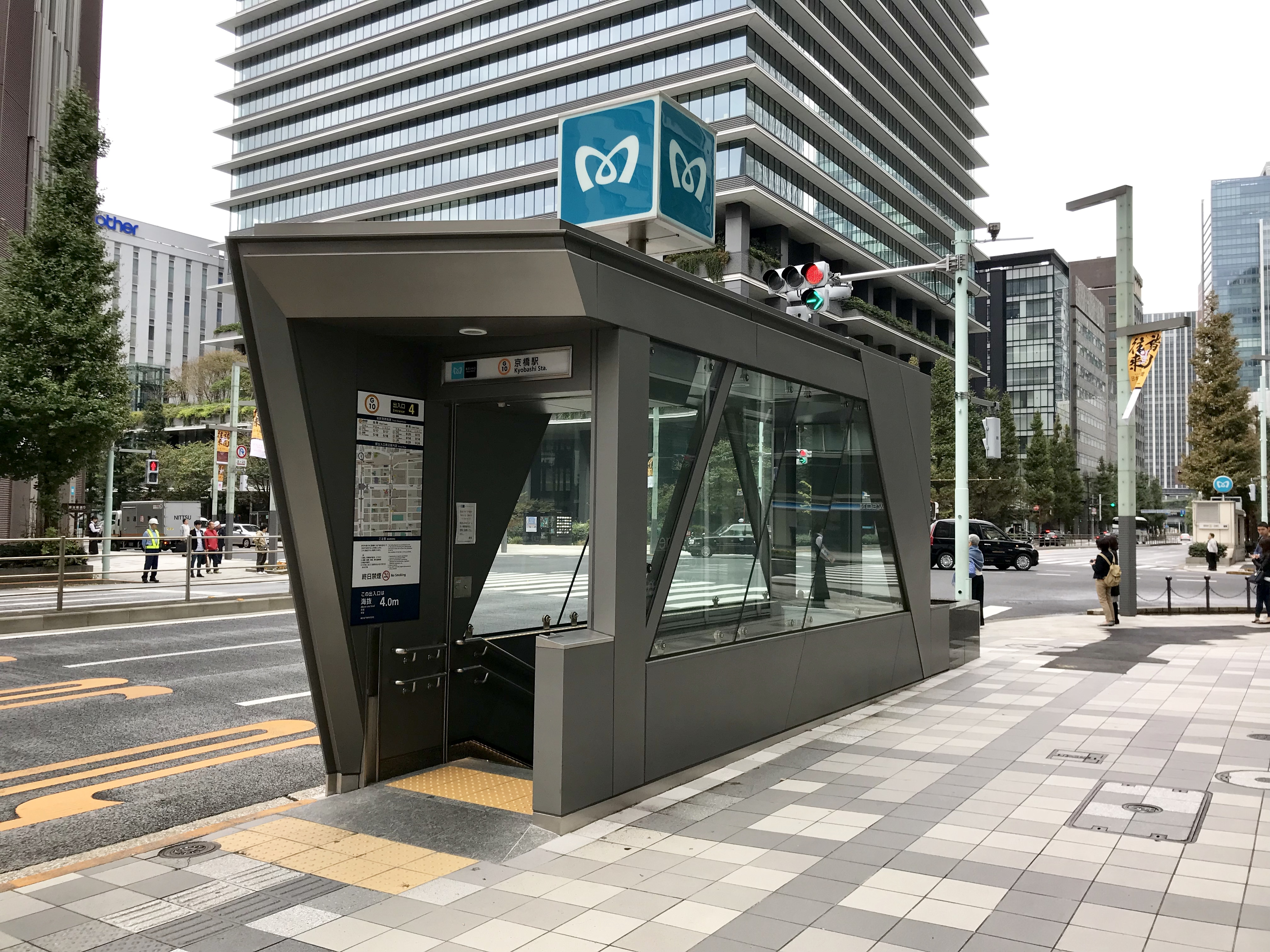
4號出入口（2018年10月）

## 歷史
- 1932年（昭和7年）12月24日：東京地下鐵道三越前站－此站間的路段通車，此站成為終點站。 車站一部分建設費用由明治屋負擔。
- 1934年（昭和9年）3月3日：此站－銀座站間的延長段通車，此站變成中途站。
- 1941年（昭和16年）9月1日：東京地下鐵道和路線轉讓予帝都高速度交通營團（營團地下鐵）。
- 1945年（昭和20年）1月27日：與相鄰的銀座站遭到空襲，車站部分損壞。
- 1963年（昭和38年）9月5日：發生草加次郎事件（日语：草加次郎事件）。預先在車內設置的炸彈發生爆炸，11人受傷。
- 2004年（平成16年）4月1日：營團地下鐵民營化。銀座線車站由東京地下鐵繼承。

## 車站
本站為島式月台1面2線的地底車站。地下2樓的月台兩端與地下1樓剪票口以樓梯連接。站內未設置升降機或扶手電梯。

### 月台配置
| 月台 | 路線   | 目的地         |
| ---- | ------ | -------------- |
| 1    | 銀座線 | 銀座、澀谷方向 |
| 2    | 銀座線 | 上野、淺草方向 |

（來源：東京地下鐵:構內圖 （页面存档备份，存于））

### 車站內部設施
- 士多（METRO'S）位於地下2樓。
- 沒有候車室。
- 廁所為於剪票口外地下1樓通道中間，設有多機能廁所。

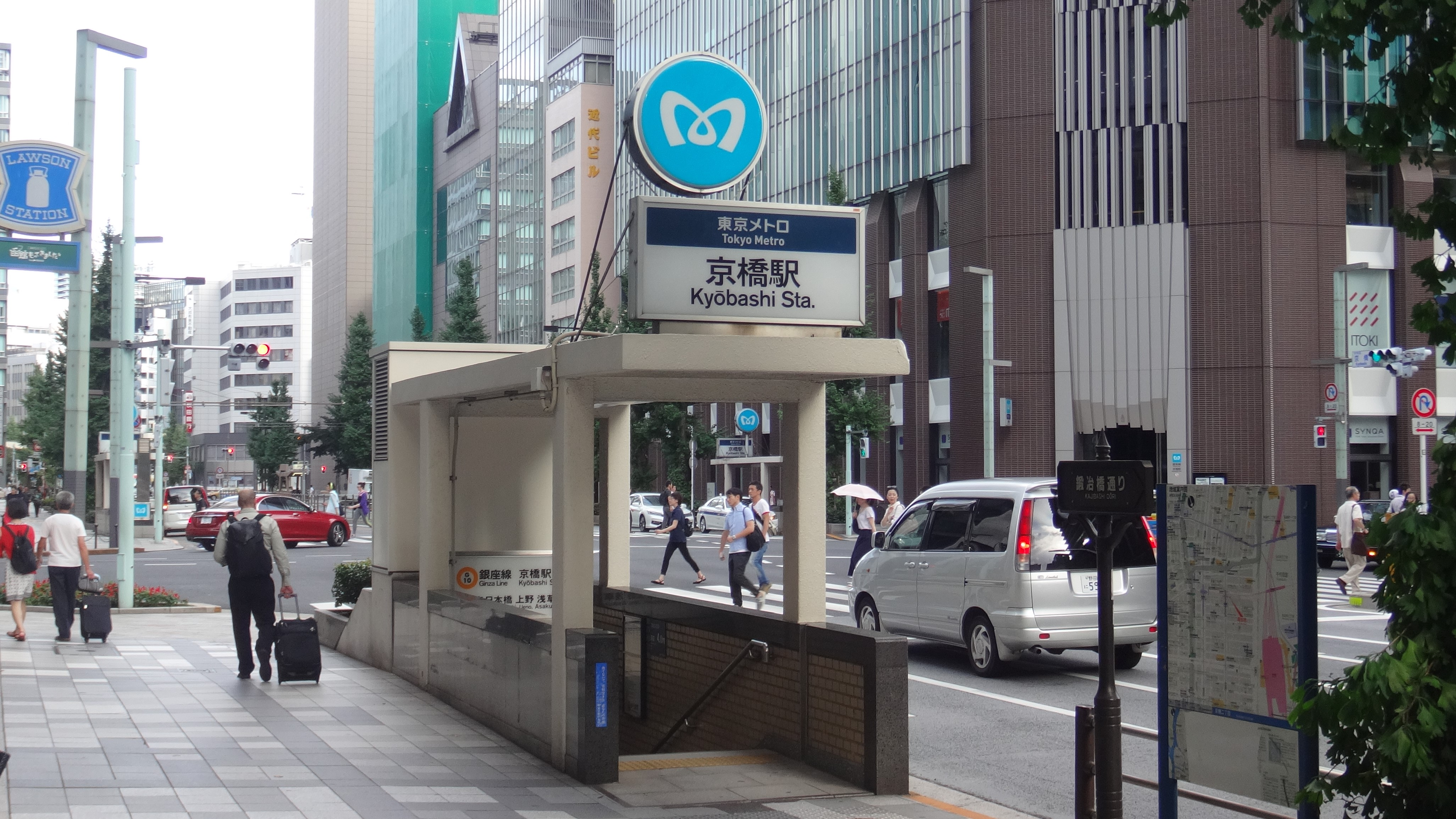
5號出入口(2017年8月)
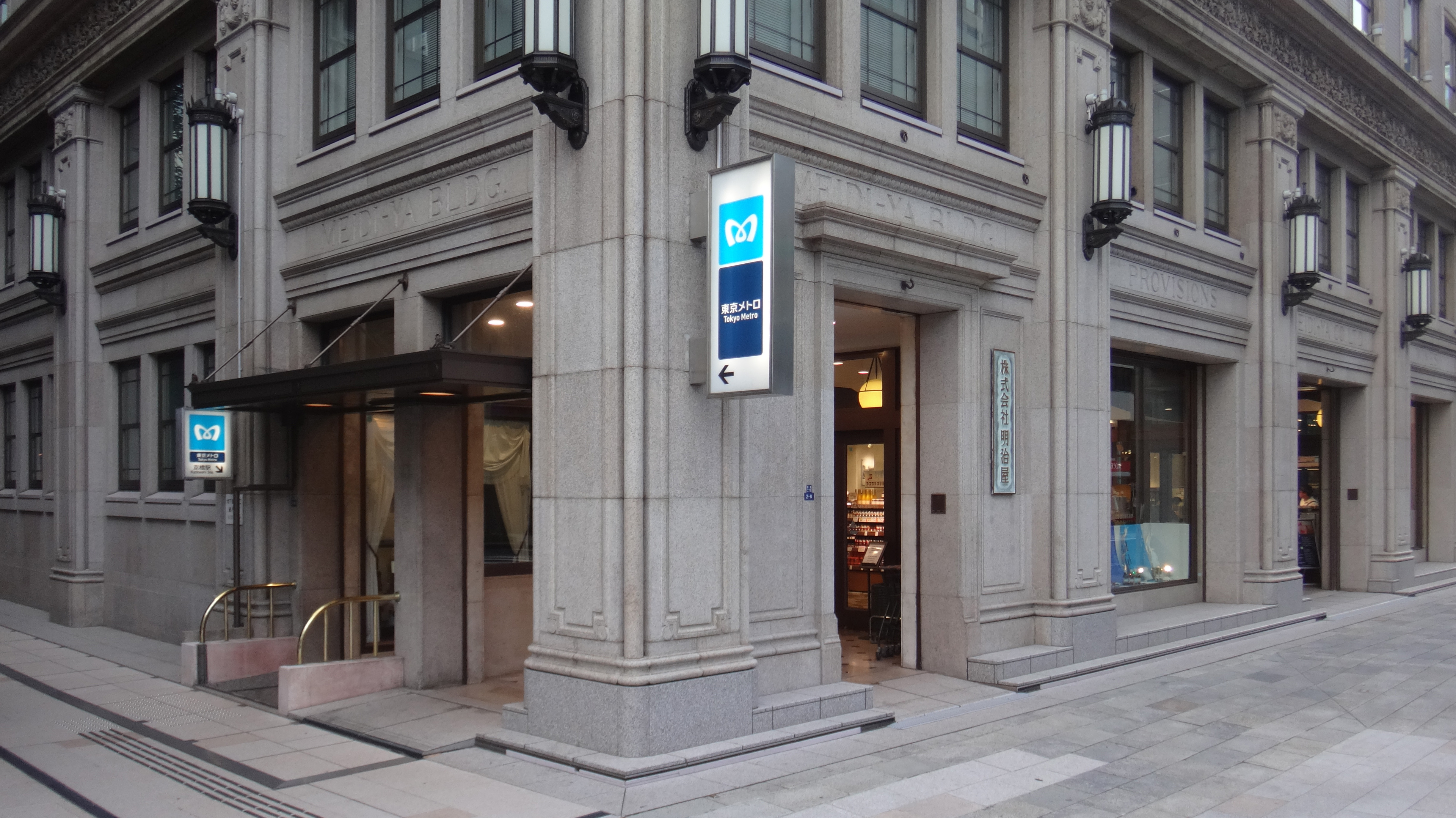
7號出入口明治屋大樓（2017年8月）
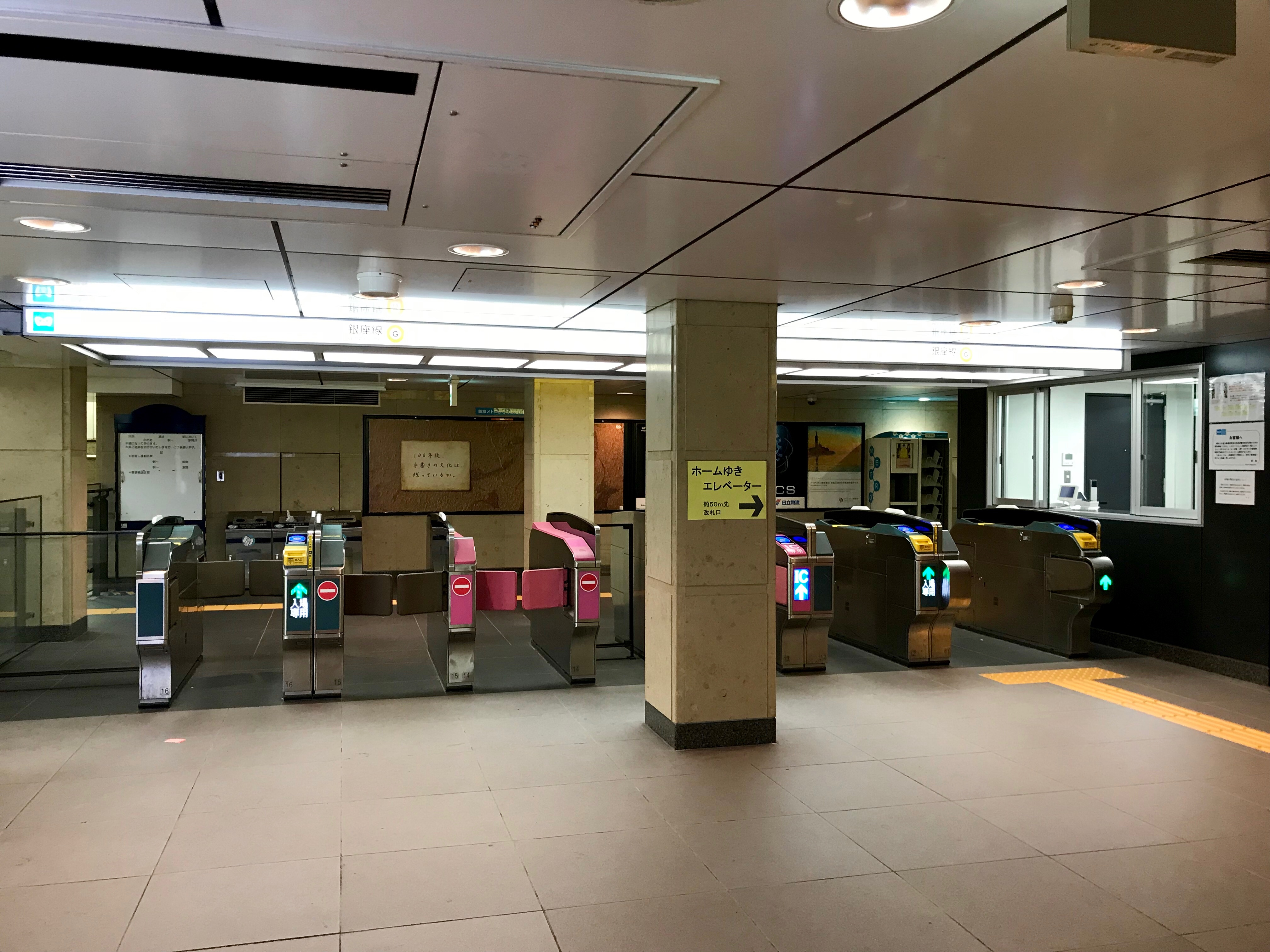
往明治屋方向的驗票閘口（2018年10月）
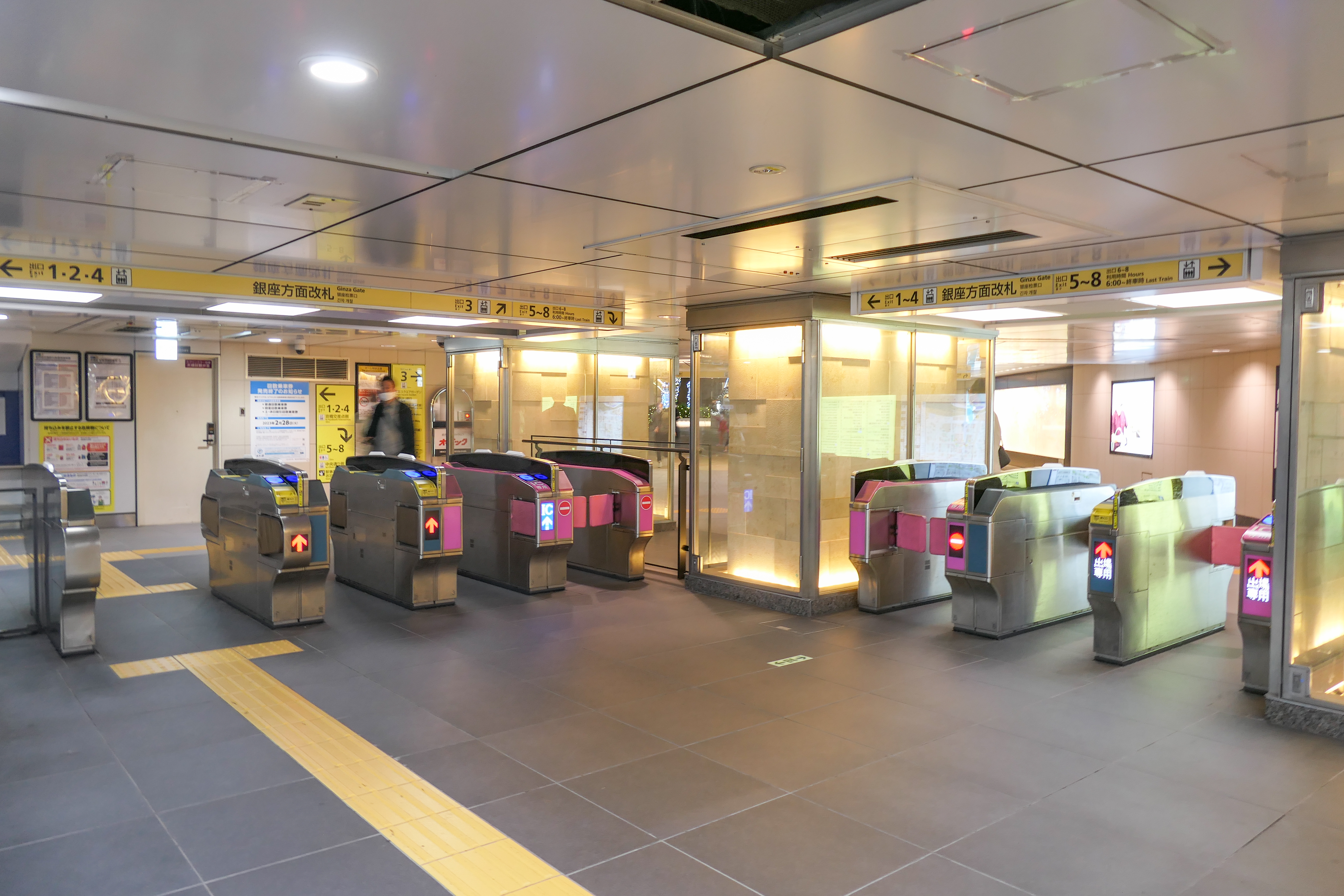
往銀座方向的驗票閘口（20222年11月）
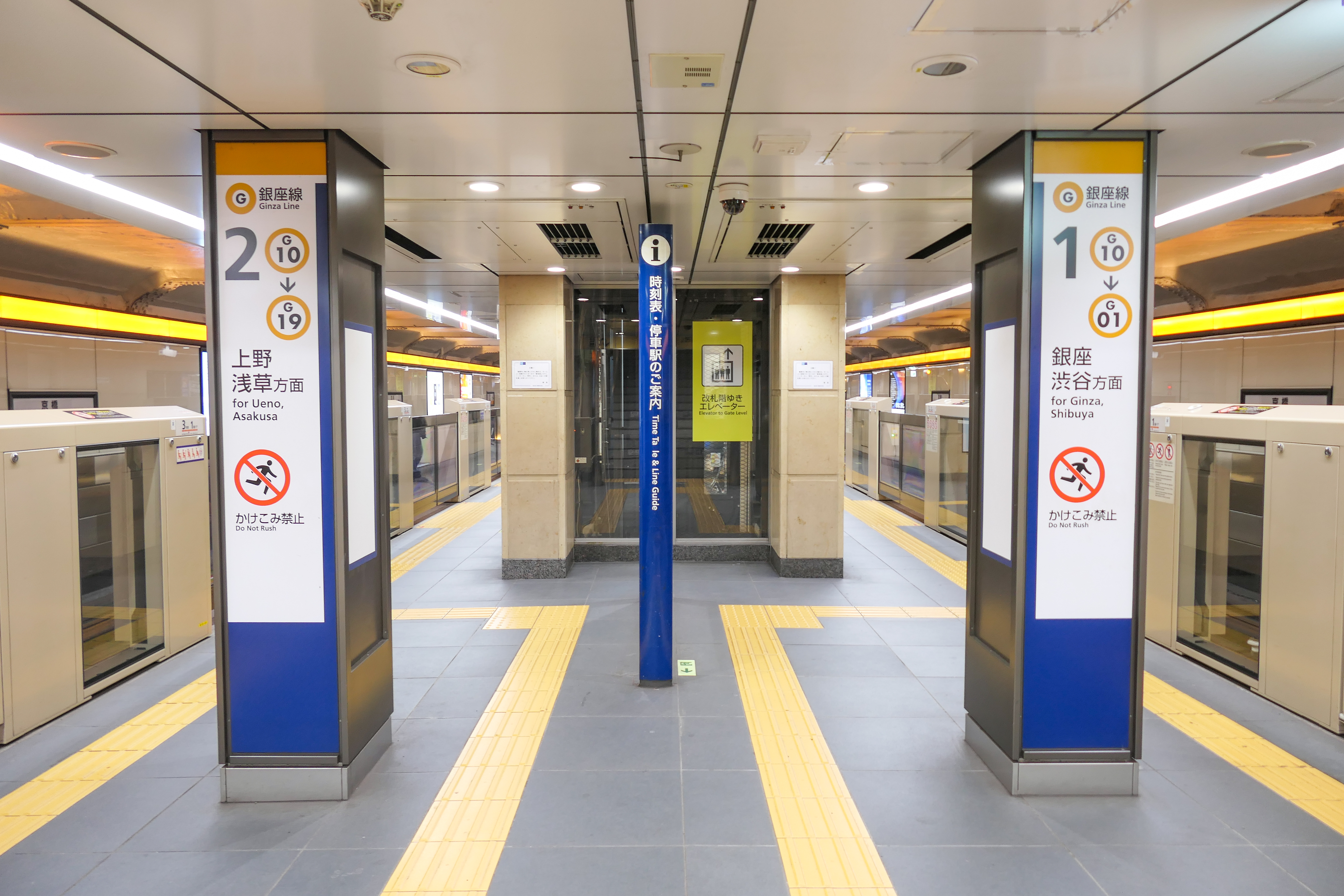
月台（2022年11月）
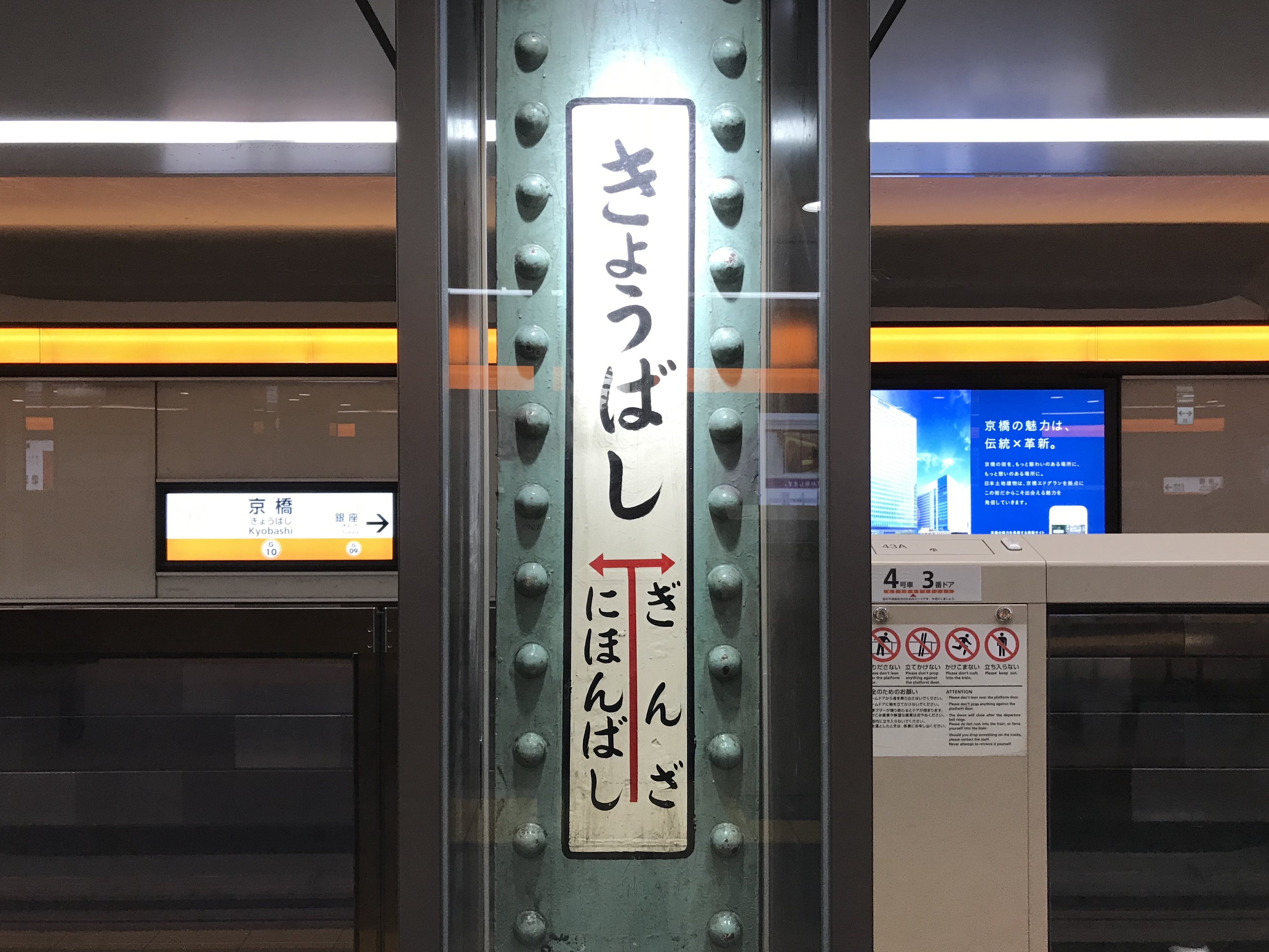
站名牌（2020年6月）

## 利用狀況
2017年度1日平均上下車人次為60,685人，東京地下鐵全部130個車站當中排名71位。
近年1日平均上下車、上車人次推移如下表。
| 年度               | 1日平均 上下車人次 | 1日平均 上車人次 | 來源     |
| ------------------ | ------------------ | ---------------- | -------- |
| 1992年（平成04年） |                    | 28,238           | [ * 1 ]  |
| 1993年（平成05年） |                    | 27,674           | [ * 2 ]  |
| 1994年（平成06年） |                    | 27,337           | [ * 3 ]  |
| 1995年（平成07年） |                    | 27,041           | [ * 4 ]  |
| 1996年（平成08年） |                    | 26,090           | [ * 5 ]  |
| 1997年（平成09年） |                    | 25,926           | [ * 6 ]  |
| 1998年（平成10年） |                    | 25,937           | [ * 7 ]  |
| 1999年（平成11年） |                    | 24,678           | [ * 8 ]  |
| 2000年（平成12年） | 50,733             | 24,600           | [ * 9 ]  |
| 2001年（平成13年） | 50,574             | 24,211           | [ * 10 ] |
| 2002年（平成14年） | 49,241             | 23,858           | [ * 11 ] |
| 2003年（平成15年） | 49,825             | 24,057           | [ * 12 ] |
| 2004年（平成16年） | 48,416             | 23,970           | [ * 13 ] |
| 2005年（平成17年） | 49,718             | 24,616           | [ * 14 ] |
| 2006年（平成18年） | 49,761             | 24,573           | [ * 15 ] |
| 2007年（平成19年） | 49,066             | 24,112           | [ * 16 ] |
| 2008年（平成20年） | 47,742             | 23,488           | [ * 17 ] |
| 2009年（平成21年） | 45,046             | 22,107           | [ * 18 ] |
| 2010年（平成22年） | 43,503             | 21,331           | [ * 19 ] |
| 2011年（平成23年） | 42,022             | 20,657           | [ * 20 ] |
| 2012年（平成24年） | 43,576             | 21,289           | [ * 21 ] |
| 2013年（平成25年） | 47,920             | 23,608           | [ * 22 ] |
| 2014年（平成26年） | 52,460             | 25,833           | [ * 23 ] |
| 2015年（平成27年） | 54,526             | 26,915           | [ * 24 ] |
| 2016年（平成28年） | 56,882             | 28,137           | [ * 25 ] |
| 2017年（平成29年） | 60,685             |                  |          |

## 車站周邊
出口1
- 鍛冶橋通（日语：鍛冶橋通り）
- 淺草線 寶町站
- 東京國立近代美術館電影中心

出口2
- 中央通（國道15號）
- 相互館110塔（日语：相互館110タワー）
- 京橋通郵政局
- 朝日啤酒本店
- LIXIL:GINZA（東京建物京橋大樓（日语：東京建物京橋ビル））
- 警察博物館（日语：警察博物館）
- 銀座西洋酒店（日语：ホテル西洋銀座）

出口3
- 東京正方公園（日语：東京スクエアガーデン）
- 片倉工業（日语：片倉工業）舊總部 - 2009年解體，與周邊共同再開發。總部經銀座轉移至明石町。
- 國際興業（日语：国際興業）總部
- 八重洲富士屋酒店（日语：八重洲富士屋ホテル）
- 商工組合中央金庫（日语：商工組合中央金庫）本店
- 京葉線 東京站
- 有樂町線 銀座一丁目站
經中央通（國道15號）南行到銀座一丁目站7號出入口接續。

出口4
- 淺草線 寶町站

出口5
- 明治控股（舊明治製菓）總部
- OBIC（日语：オービック）總部
- 京葉線 東京站

出口6
- 大日本住友製藥東京總部
- 中央區京橋區民館
- 中央公論新社
- 戶田建設（日语：戸田建設）總部
- 普利司通美術館

出口7
- 明治屋（日语：明治屋）
- 京橋EDOGRAND（日语：京橋エドグラン）（建設中）
- 八重洲圖書中心（日语：八重洲ブックセンター）本店
- JR東京站（八重洲口、東海道新幹線等）

## 巴士路線
最近的巴士站為「京橋二丁目」。有以下路線停靠，由日之丸自動車興業運行。
- Metrolink日本橋（日语：メトロリンク日本橋）：東京站八重洲口、地下鐵三越前站、JR新日本橋站循環

## 相鄰車站
東京地下鐵
 銀座線
銀座（G 09）－京橋（G 10）－日本橋（G 11）

### 來源
東京都統計年鑑
1. ↑  .   [2016-05-13]. （原始内容存档于2013-08-15）.
2. ↑  .   [2016-05-13]. （原始内容存档于2013-02-03）.
3. ↑  .   [2016-05-13]. （原始内容存档于2013-02-03）.
4. ↑  .   [2016-05-13]. （原始内容存档于2013-02-03）.
5. ↑  .   [2016-05-13]. （原始内容存档于2013-02-03）.
6. ↑  .   [2016-05-13]. （原始内容存档于2016-03-04）.
7. ↑  東京都統計年鑑（平成10年）PDF
8. ↑  東京都統計年鑑（平成11年）PDF
9. ↑  .   [2016-05-13]. （原始内容存档于2016-03-04）.
10. ↑  .   [2016-05-13]. （原始内容存档于2016-03-04）.
11. ↑  .   [2016-05-13]. （原始内容存档于2017-07-29）.
12. ↑  .   [2016-05-13]. （原始内容存档于2017-07-29）.
13. ↑  .   [2016-05-13]. （原始内容存档于2017-07-29）.
14. ↑  .   [2016-05-13]. （原始内容存档于2017-07-29）.
15. ↑  .   [2016-05-13]. （原始内容存档于2017-07-29）.
16. ↑  .   [2016-05-13]. （原始内容存档于2017-07-29）.
17. ↑  .   [2016-05-13]. （原始内容存档于2017-07-29）.
18. ↑  .   [2016-05-13]. （原始内容存档于2016-03-26）.
19. ↑  .   [2016-05-13]. （原始内容存档于2016-03-27）.
20. ↑  .   [2016-05-13]. （原始内容存档于2016-03-25）.
21. ↑  .   [2016-05-13]. （原始内容存档于2016-03-27）.
22. ↑  .   [2019-01-05]. （原始内容存档于2016-03-22）.
23. ↑  .   [2016-07-16]. （原始内容存档于2017-07-30）.
24. ↑  .   [2019-01-05]. （原始内容存档于2018-11-09）.
25. ↑  .   [2019-01-05]. （原始内容存档于2019-05-02）.

## 外部連結
- 京橋/G10 | 路線・車站資訊 | 東京地下鐵